# Nazianzo

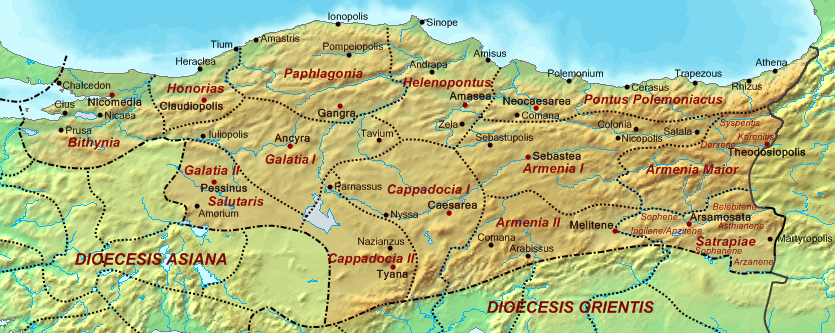
Nazianzus all'interno della diocesi del Ponto, 400 circa

Nazianzo (in greco Ναζιανζός?, Nazianzós) era un'antica città e sede vescovile dell'Asia minore, nella Cappadocia occidentale, circa 4 km a nordovest di Bekarlar (già Nezezi).

## Storia
A seguito della riforma amministrativa tetrarchica, la città rientrò nella provincia della Cappadocia II, nella diocesi del Ponto.
Citata  nei vari Itineraria cristiani di epoca romana con i nomi di Nadianulus, Nadiandos e mansio Anathiango, è nota soprattutto per aver dato i natali a Gregorio Nazianzeno.
Sotto Costantino Porfirogenito, le reliquie del santo furono collocate nella locale chiesa dei Santi Apostoli. Fu sede  vescovile titolare fino al 1172, quando ne è attestato per l'ultima volta un vescovo, Nikephoros. Nel 1370, la sede vescovile fu definitivamente soppressa e accorpata a quella di Kayseri.